# Stockholm Open 1985
Lo Stockholm Open 1985 è stato un torneo di tennis giocato sul cemento indoor. È stata la 17ª edizione dello Stockholm Open, del Nabisco Grand Prix 1985. Il torneo si è giocato al Kungliga tennishallen di Stoccolma in Svezia, dal 4 al 10 novembre 1985.

## Campioni

### Singolare
John McEnroe ha battuto in finale  Anders Järryd con il punteggio di 6–1, 6–2

### Doppio
Guy Forget /  Andrés Gómez hanno battuto in finale  Mike De Palmer /  Gary Donnelly con il punteggio di 6–3, 6–4